# Michele VI di Alessandria
Papa Michele VI o Chail VI (in arabo ميخائيل الرابع; Egitto, ... – Egitto, 1478) è stato un vescovo cristiano orientale egiziano, 92º Papa della Chiesa ortodossa copta.